# Andreea Chiricuță
Andreea Eliza Chiricuță (n. 27 februarie 1994, Buzău, România) este o handbalistă română care joacă pentru CSM Târgu Jiu. Anterior ea a evoluat pentru Corona Brașov, CS Rapid București și CSU Știința București. Începând din 2016, Chiricuță a fost convocată de câteva ori și la echipa națională a României.
Handbalista a făcut parte și din lotul de tineret al României care a participat la Campionatul Mondial din 2014.

## Palmares
- Cupa EHF:
  - Turul 3: 2020
  - Turul 2: 2017

- Cupa României:
  -  Finalistă: 2023

- Campionatul Național de Junioare I
  -  Câștigătoare: 2013

- Campionatul Național de Junioare II
  -  Câștigătoare: 2011